# José Paluzíe y Lucena
José Paluzíe y Lucena (Barcelona, 26 de noviembre de 1860 - Barcelona, 22 de enero de 1938) fue un jugador de ajedrez, problemista y editor español, de profesión ingeniero, una de las personalidades más relevantes del ajedrez en Cataluña a finales del siglo XIX.

## Biografía
José Paluzíe era hijo de Faustino Paluzíe (1833-1901), editor de Barcelona muy relevante en el campo de los libros educativos y material de enseñanza para niños, y nieto de Esteban Paluzíe y Cantalozella (1806-1873).
Además de jugador de ajedrez y gran problemista, reconocido internacionalmente, se implicó en prácticamente todos los ámbitos relativos a la promoción del juego en Cataluña: fue organizador de torneos, director, árbitro, escritor, etc.

## Iniciación al ajedrez
Se inició en el ajedrez temprano, de la mano de un su tío. En su época de estudiante, practicaba ajedrez con algunos compañeros, entre los que estaba el también relevante jugador barcelonés José María Baquero Vidal. En 1883 se inició en la composición de problemas de ajedrez, de la mano del maestro Dr. José Tolosa y Carreras.

## Escritor de ajedrez
Paluzíe trabajaba en la editorial familiar Hijos de Paluzíe, tenía una gran biblioteca de ajedrez, donde había, entre otras obras, el famoso Libro de la invención liberal y arte del juego del Axedrez de Ruy López de Segura editado en Alcalá de Henares en 1561.
Sus libros de ajedrez fueron legados a la Biblioteca de Cataluña por su viuda Mercedes Borrell y por su hijo, Antonio Paluzíe y Borrell (1899-1984), astrónomo y divulgador científico en temas astronómicos.
Como articulista, colaboró en muchas revistas y publicaciones de ajedrez. Como escritor, fue autor del Manual de ajedrez para uso de los principiantes, publicado en Barcelona entre 1905 y 1912. También publicó Shakproblemoj una colección de 60 de sus problemas de ajedrez, en esperanto, en 1909.
En 1913 publicó el libro Un artista en ajedrez (Valentín Marín), dedicado a Valentín Marín Llovet, editorial Hijos de Paluzie, Barcelona, año 1913, en edición bilingüe castellano/esperanto. La traducción al esperanto la realizó Frederic Pujulà.
En 1916 publicó Primer Libro del Ajedrecista, una traducción ampliada del famoso Analyse du jeu des échecs de François-André Danican Philidor, sobre la base de la edición de 1887.

## ElManual de ajedrez
Su obra principal fue el Manual de ajedrez para uso de los principiantes, de gran éxito en el ámbito de los países de habla hispana. Era una obra en seis fascículos, escrita y publicada entre los años 1905 y 1912, de la cual Roberto Grau escribió que era la mejor obra en lengua castellana para la enseñanza del ajedrez en la primera mitad del siglo XX, precisamente fue Grau el autor del Tratado General de Ajedrez, la obra de referencia para la iniciación en la segunda mitad del siglo XX.
El fascículo quinto del manual está dedicado a los problemas de ajedrez, inspirado en los trabajos que el compositor José Tolosa (1869-1916) publicó en la revista francesa La Stratégie entre los años 1887 y 1890.

## Cargos
Fue nombrado presidente de honor del Club de Ajedrez Barcelona, fundado el 15 de septiembre de 1921, y que fue la primera entidad de ajedrez de España.